# 人物設計
人物形象設計，簡稱人設，或稱為角色設計、人物設定，是指設計動畫、小說、遊戲、電影等媒體中角色造型，包括外表、服裝、表情等細節，負責此職位的工作人員稱為人物設計師。

## 作品媒体的人設
人物造型是指動畫角色的身形、容貌髮型以及表情。原則上，人物設計師每為每一個角色繪畫主角全身正面、側面和背面，角色頭部正面、側面和斜側面，以及角色的不同表情各繪畫最少一幅草稿。
無論從漫畫、劇集改編的動畫，或是原創動畫，人物設計均肩負重要的工作。通常從漫畫或劇集改編的動畫工作較原創容易，因為人物設計的工作可以依照原著繪畫造型；而原創的動畫則要從劇本、原著、或者其他文字資料中找出相關資訊，結合監製口述、筆錄或錄音的要求來造出人物角色出來。平均計算，人物設計佔整個動畫約一個月的製作時間。

## 衍生意思

### 偶像的人設
從日本動漫或小說開始，這個概念也延伸到對於偶像、明星、網紅或者名人身上，經紀公司有時也會使用人設來替偶像明星們做包裝設定，例如：暖男系、可愛系...，最著名的案例就是日本AKB48，她們最初被設定成“與粉絲們一同成長的可愛女生”，因為這個設定除了公開場合外，他們也被嚴格規定私生活，包括不能交男朋友等規定。
人設的建立來源於產業的需要，包括對外觀以及性格兩方面的設定，這些設定是為了滿足粉絲的消費期待，因此當某些玉女明星或是暖男偶像做出與他們人設不相符的舉動或言行時，粉絲會因為消費期待落空而感到憤怒。
對偶像的人設通常滿足兩種需求要素，(1)為了與粉絲拉近關係、建立相似性（吃貨、天真等）(2)提供粉絲崇拜的要素（霸道總裁型、玉女型等）
但其實不只偶像有人設，粉絲也可能有人設，因為他們追隨偶像的動機不一定相同，比如：媽媽粉、女友粉、男友粉，即他們在與偶像互動時也會把自己帶入不同的角色，以滿足自身的幻想需要。雖然部分粉絲可能有人設，但因為粉絲的人設不見得具有商業價值，因此也有沒有人設的粉絲存在。

### 社會性的人設
其建立可能遠比漫畫裡所謂的人設更久遠，最常見的人設可能是：好父親、好妻子或好下屬等，而其設定又跟不同的地域或文化有關，同樣是「好父親」的人設在不同的文化底下就會有完全不同的定義，跟偶像的人設類似的部分是，該人設的設定其實是反應社會對於該角色的期待，因此當有人違反或脫離人設，就會導致小至家庭成員大至國家社會的「期待落空」，正因為社會性的人設與地域或文化有關，這些因為刻板印象所形成的人設可能不具有普世性。

## 參閱
- 卡通形象
- 日本動畫
- 動畫
- 動畫術語列表